# ميلو (لاعب كرة قدم)
ميلو هو لاعب كرة قدم برازيلي في مركز الوسط، ولد في 8 نوفمبر 1992 في بورتو أليغري في البرازيل. لعب مع رتش شوروزو.

## وصلات خارجية
- ميلو (لاعب كرة قدم) على موقع قاعدة بيانات كرة القدم.إي يو (الإنجليزية)